# Co-dodo

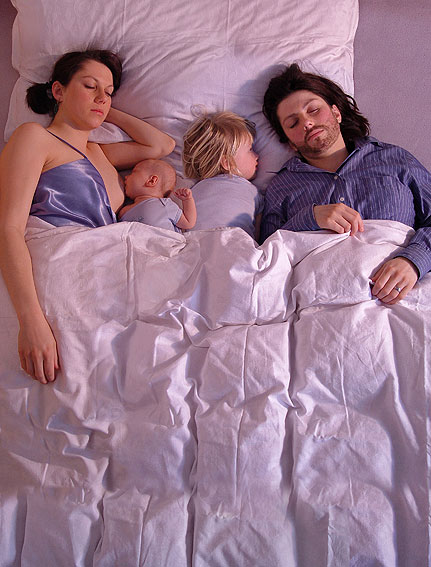
Des parents au lit avec leurs enfants.

Le concept du « co-dodo », ou sommeil partagé, termes inspirés de l'anglais « co-sleeping », désigne le fait pour les parents de dormir dans le même lit que leurs enfants en bas âge. 
Le terme « co-dodo » peut être utilisé pour décrire différentes pratiques : soit un lit de bébé à côté d'un lit d'adulte, soit un berceau co-dodo dans le lit d'adulte, soit le bébé dans le lit d'adulte, soit un lit bébé séparé dans la chambre des parents. Il est important de les distinguer parce que les avantages, les inconvénients et les risques varient selon le cas. 

## Sécurité
Les études divergent quant à la sécurité de cette pratique, qui augmenterait ou diminuerait le risque de mort subite du nourrisson (MSN) ,.
Cependant ces études sont controversées car elles ne prendraient pas en compte certaines conditions à risques dans lesquelles ont eu lieu le co-dodo comme par exemple un parent ayant consommé des substances pouvant altérer sa vigilance (drogue, alcool, somnifère) ou encore un enfant couché dans un couchage non adapté (sofa, lit d'eau, etc.),.
Quoi qu'il en soit, certaines précautions sont à prendre lorsque l'on pratique le co-dodo,:
- s'assurer que le couchage soit ferme et ne comporte pas d'éléments susceptibles d'étouffer le bébé pendant son sommeil (oreiller mou, couette épaisse, etc.)
- s'assurer que le couchage ne comporte pas d'espace ou le bébé pourrait rester coincé (espace entre le matelas et le mur, barreaux non adaptés, creux du sofa, etc.)
- s'assurer que l'on n'a pas pris de substances pouvant altérer sa vigilance.
- éviter que de jeunes enfants dorment dans le lit avec un bébé car ces derniers ne sont pas conscients des risques d'étouffement du bébé.
- éviter la cigarette.

## Avantages
- Des études montrent une réduction théorique de 50 % du risque de mort subite du nourrisson [7],[8].
- Les parents n'ont pas à se lever plusieurs fois par nuit pour rassurer les enfants qui se réveillent, ce qui leur permet d'être plus en forme le jour.
- Pouvoir donner le sein durant la nuit rapidement et sans fatigue excessive. En effet il est possible d'allaiter le bébé aux premiers signes de faim, et de se rendormir durant la tétée avec le bébé dans ses bras, ce qui permet de gagner un temps de sommeil non négligeable lorsqu'il tète plusieurs fois dans la nuit.
- Les adultes ayant dormi avec leurs parents dans leur enfance auraient une meilleure confiance en eux et une meilleure image de leur corps[9],[10].
- Le bébé ayant passé 9 mois dans le ventre de sa mère, celui ci est rassuré par sa présence à ses côtés lorsqu'il se réveille, et pleure moins. De même, la mère a été habituée à dormir sur le côté de manière à ne pas l'écraser dans son sommeil[réf. nécessaire].

## Inconvénients
- Selon une étude, le taux de mort subite du nourrisson serait multiplié par cinq[2], mais celle-ci a été réfutée par l'Unicef.
- paradoxalement, le sommeil des mamans serait dégradé car plus fragmenté. « le cododo perturbe le sommeil des mamans », doctissimo,‎ novembre 2015 (lire en ligne).
- les enfants issus de cododo se réveilleraient plus souvent. (en) « Sleep patterns of co-sleeping and solitary sleeping infants and mothers: a longitudinal study », science direct,‎ 16 novembre 2015 (lire en ligne)
- Les parents peuvent se sentir mal à l'aise avec l'expression de leur affection quand l'enfant est dans la même pièce.
- Un adulte au sommeil lourd, accentué ou non par la présence d'alcool, drogue ou somnifère, peut écraser ou étouffer un bébé non-protégé.

## Aspect culturel
Le co-dodo est pratiqué couramment dans le monde, mais reste tabou aux Etats Unis, Europe ou Australie depuis le 19e siècle. 